# Menotti (fumettista)

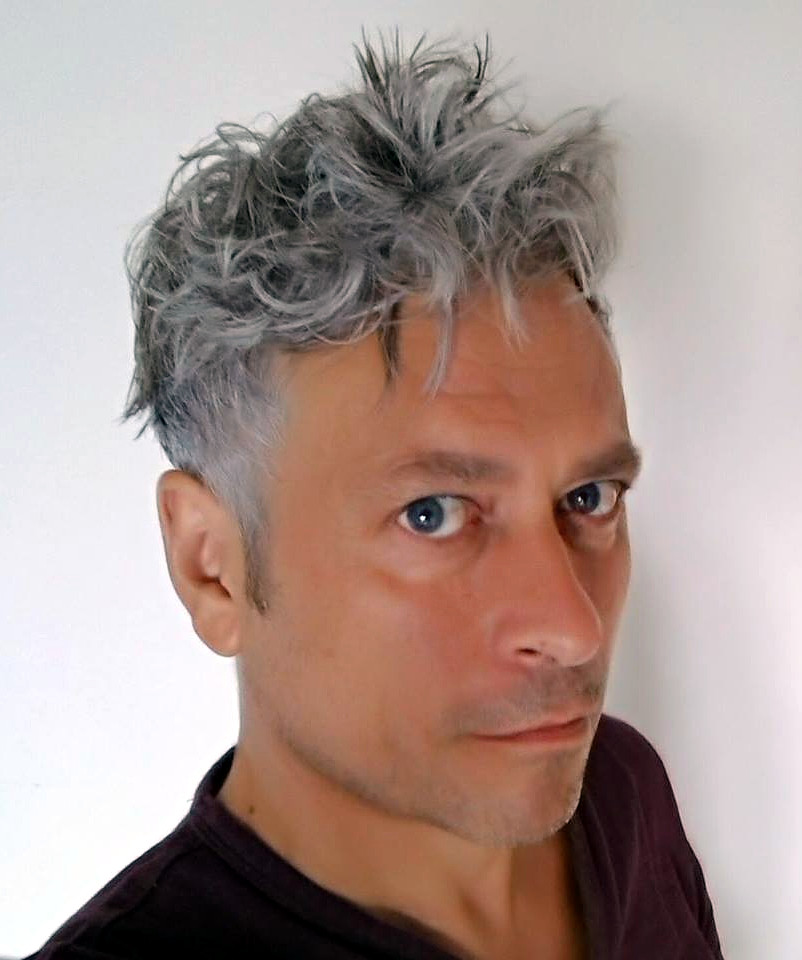
Roberto Marchionni in arte Menotti

Menotti, pseudonimo di Roberto Marchionni (Cortemaggiore, 23 settembre 1965), è un fumettista e sceneggiatore italiano.

## Biografia
Attivo a Bologna, dove si è laureato al DAMS, a partire da metà degli anni ottanta, pubblica illustrazioni e storie a fumetti su riviste italiane del settore, tra cui Cyborg, Frigidaire, Comic Art e Blue. Sul finire degli anni novanta si trasferisce a Roma, dove scrive sceneggiature per numerose serie televisive quali Un posto al sole, Incantesimo, La squadra e 7 vite. È coautore di Lo chiamavano Jeeg Robot, candidato ai David di Donatello 2016 per la migliore sceneggiatura.

## Filmografia parziale

### Sceneggiatore

#### Cinema
- Lo chiamavano Jeeg Robot, regia di Gabriele Mainetti (2015)
- Benedetta follia, regia di Carlo Verdone (2018)
- Non ci resta che il crimine, regia di Massimiliano Bruno (2019)
- Sono solo fantasmi, regia di Christian De Sica e Brando De Sica (2019)
- La Befana vien di notte II - Le origini, regia di Paola Randi (2021)

#### Televisione
- Ricominciare - soap opera, 200 puntate (2000-2001)
- Cuori rubati - soap opera, 241 puntate (2002-2003)
- La squadra - serie TV, 16 episodi (2003-2004)
- 7 vite - serie TV, 74 episodi (2007-2009)
- My Wife Is a Zombie - cortometraggio, regia di Monica Winter Vigil (2008)
- Baciati dall'amore - miniserie TV, 2 episodi (2011)
- Zero - serie TV, 8 episodi (2021)
- Vita da Carlo - serie TV, 10 episodi (2021)